# بردلی بل
بردلی بل (انگلیسی: Bradley Bell؛ زادهٔ ۲۹ ژوئن ۱۹۶۴) تهیه‌کننده تلویزیونی، فیلم‌نامه‌نویس، مدیر اجرایی تولید آمریکایی است، او سرپرستی نویسندگان سریال‌ها را برعهده دارد. بردلی بل از سال ۱۹۸۴ میلادی تاکنون مشغول فعالیت بوده‌است. مشهورترین اثرهای او عبارتند از: سریال آبکی و جسور و زیبا.

## سنین جوانی و تحصیلات
بردلی بل در شیکاگو، ایلینوی متولد شد. پدرش ویلیام جی بل و مادرش لی فیلیپ بل بودند. والدین بل با همکاری مشترک در ساخت سریال‌های صابونی، جوان و خستگی ناپذیر و جسور و زیبا فعالیت داشتند. مادر او روزنامه‌نگار پخش و یک شخصیت برجسته گفتگو و مصاحبه بود و برنده جایزه امی شد. بل قبل از رفتن به دانشگاه کلرادو در بولدر و دانشگاه ویسکانسین-مدیسن و در مدرسه زبان در شیکاگو فارغ‌التحصیل شد. وی تحصیلات خود را در دانشگاه کالیفرنیا، لس آنجلس به پایان برد و در آنجا تحصیلات خود را در رشته تولید تلویزیون آغاز کرد و سپس به عضویت نویسندگان روزنامه جوان و بی‌قرار درآمد.

## شغل حرفه‌ای
در ۱۹۸۷، بر اساس کتاب رکوردهای جهانی گینس، بل در ایجاد و راه‌اندازی جسور و زیبا، محبوب‌ترین اپرای تلویزیونی روز دنیا با بیش از ۴۵ پخش رادیو و تلویزیونی در بیش از ۱۱۰ کشور جهان، کمک کرد. بل در ۱۹۸۹ به عنوان دستیار تهیه‌کننده و در ۱۹۹۲ دوباره به عنوان تهیه‌کننده ناظر ارتقا پیدا کرد. وی به ترتیب در ۱۹۹۳ و ۱۹۹۵ به عنوان نویسنده اصلی و تهیه‌کننده اجرایی این برنامه بوده‌است.
| عنوان نمایش         | سمت                            | شروع | پایان  |
| ------------------- | ------------------------------ | ---- | ------ |
| جسور و زیبا         | مدیر اجرایی تولید              | ۱۹۹۵ | تاکنون |
| جسور و زیبا         | سرپرست نویسندگان               | ۱۹۹۳ | تاکنون |
| جسور و زیبا         | سرپرست تهیه‌کنندگان             | ۱۹۹۲ | ۱۹۹۵   |
| جسور و زیبا         | دست نوشته ها/ نویسنده فیلمنامه | ۱۹۸۷ | ۱۹۹۳   |
| جسور و زیبا         | دستیار تهیه‌کننده               | ۱۹۸۹ | ۱۹۹۲   |
| جوان و خستگی ناپذیر | گاه به گاه نویسنده اسکریپت     | ۱۹۸۴ | ۱۹۸۶   |

## جوایز

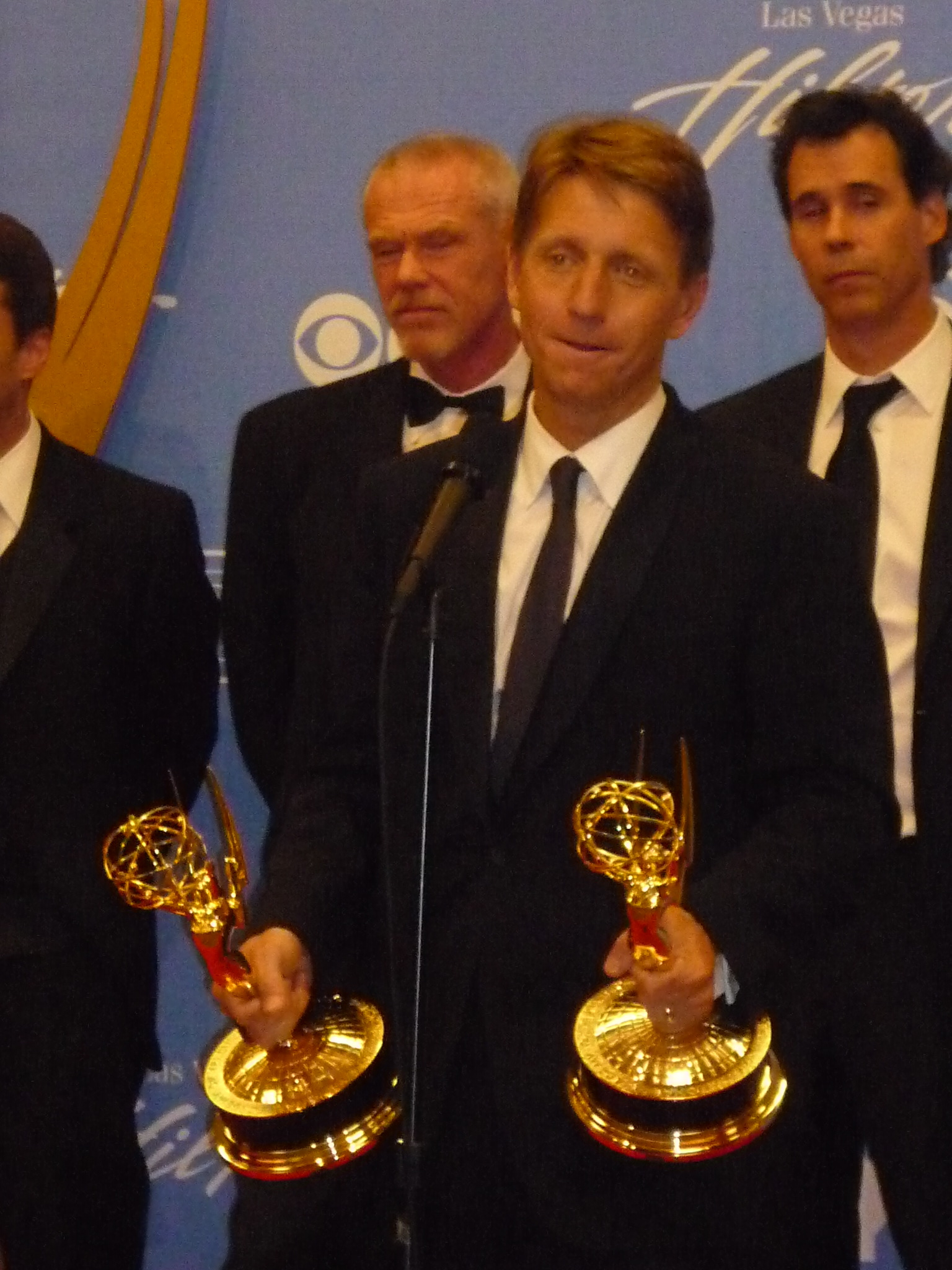
تهیه‌کننده بردلی بل در مراسم اهدای جایزه امی در ۲۰۱۰

بردلی بل در سال ۲۰۰۰، برای اولین بار برنده جوایز امی شد. او تا ۲۰۱۵، در سال‌های ۲۰۱۰، ۲۰۱۳ و ۲۰۱۵ به خاطر نویسندگی در میان ۱۱ نامزد سال‌های (۲۰۰۰، ۲۰۰۳، ۲۰۰۶، ۲۰۰۷، ۲۰۰۸، ۲۰۰۹، ۲۰۱۰، ۲۰۱۱، ۲۰۱۱، ۲۰۱۳، ۲۰۱۴، ۲۰۱۵) برنده جایزه امی شد، علاوه بر این، بل به‌طور پیاپی سه تندیس را در ۲۰۰۹، ۲۰۱۰ و ۲۰۱۱ بخاطر تولید بهترین سریال درام و از میان ۹ نامزد سال‌های (۲۰۰۳، ۲۰۰۴، ۲۰۰۷، ۲۰۰۹، ۲۰۱۰، ۲۰۱۱، ۲۰۱۳، ۲۰۱۴، ۲۰۱۵) از آن خود کرد و همچنین برنده ۲ جایزه امی در سایر دسته‌ها از جمله (رویکردهای جدید و ترکیب موسیقی) شد.
در ۱۴ ژانویه ۲۰۱۵، شبکه تلویزیونی سی‌بی‌اس جشن هفت هزارمین سریال جسور و زیبا را که در استودیوی ۳۱ ضبط شده بود به افتخار کار بل که از روز اول راه افتادن سریال جریان پیدا کرد، برگزار نمود.

## زندگی شخصی
بل در اکتبر ۱۹۹۹ با کالین بل ازدواج کرد و دارای ۴ فرزند است. آنها در هولم‌بی هیلز، لس آنجلس، کالیفرنیا زندگی می‌کنند. بر اساس گزارش مرکز تحقیق، بردلی و کالین بل سالانه «حداقل ۲میلیون» گالن آب صرف آبیاری املاک شخصی خود می‌کنند.
خواهر بل، لورلی بل بازیگری است که بیشتر در نقش کریستین بلر در فیلم جوان و خستگی ناپذیر و جسور و زیبا مشهور شده‌است. بل همچنین دارای یک برادر بزرگتر به نام بیل بل است که رئیس شرکت سریال دراماتیک و شرکت تولیدات تلویزیونی بل فیلیپ با مسئولیت محدود می‌باشد.

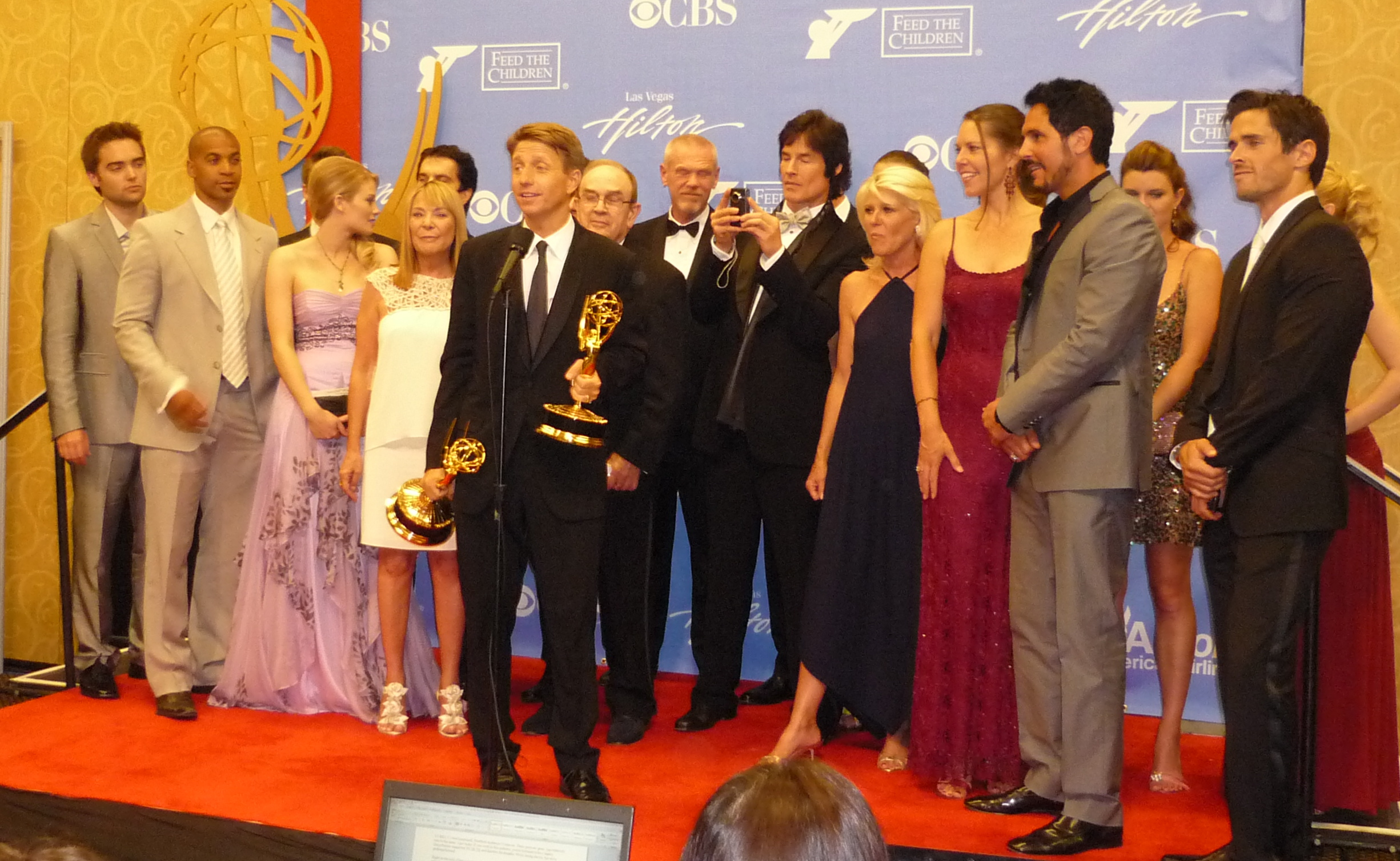
بازیگران و دست‌اندرکاران سریال «جسور و زیبا» در اهدای جایزه امی ۲۰۱۰.

## سرپرست نویسندگان
| پیشین: ویلیام ج. بل | سرپرست نویسندگان جسور و زیبا ۲۱ ژانویه، ۱۹۹۴ – ۲۰۰۸ | پسین: روندا فریدمن، کای آلدن |
| پیشین: کای آلدن     | سرپرست نویسندگان جسور و زیبا از آوریل ۲۰۰۸ – تاکنون | پسین: کنونی                  |

## مدیر اجرایی تولید
| پیشین: ویلیام ج. بل و لی فیلیپ بل | مدیر اجرایی تولید جسور و زیبا ۱۹۹۵– تاکنون | پسین: کنونی |